# Stazione di Lucerna
La stazione di Lucerna (in tedesco Luzern) è la principale stazione ferroviaria a servizio dell'omonima città svizzera. Si tratta di uno dei principali snodi del sistema ferroviario elvetico essendo capolinea delle linee ferroviarie a scartamento ordinario per Berna, per Immensee, per Olten e per Zugo. È inoltre capolinea della ferrovia a scartamento ridotto del Brünig, gestita dalla Zentralbahn (ZB).
Lo scalo, come per tutte le ferrovie a scartamento ordinario, è gestito dalle Ferrovie Federali Svizzere (FFS).

## Storia

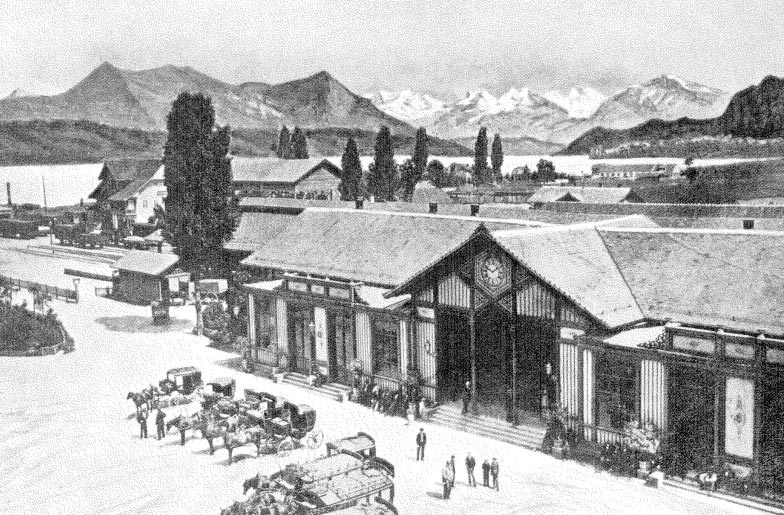
Il primo fabbricato viaggiatori in legno

Lucerna fu raggiunta dalla ferrovia proveniente da Olten e costruita dalla Schweizerische Centralbahn (SCB). La prima stazione fu aperta al servizio pubblico il 1º giugno 1859. Era già posizionata in riva al lago dei Quattro Cantoni, ma aveva un orientamento nordest-sudovest in quanto la ferrovia percorreva il fianco della Pilatusstrasse. Il fabbricato viaggiatori della stazione originaria era un edificio in legno progettato da Rudolf Ludwig Maring, già progettista responsabile della ferrovia proveniente da Olten.
Nel 1864 fu aperta la ferrovia proveniente da Zugo, che consentì a Lucerna di avere collegamenti diretti con Zurigo. Nei piani originari della società che stava costruendo la ferrovia, la Schweizerische Ostwestbahn, la stazione capolinea sarebbe stata separata da quella della SCB e posizionata a nordest di Lucerna. La Ostwestbahn fallì prima di completare la linea che fu rilevata dalla Zürich-Zug-Luzern-Bahn (ZZL) del gruppo Schweizerische Nordostbahn (NOB). Quest'ultima società cambiò i piani e optò per utilizzare la stazione già esistente, innestando la nuova ferrovia sulla linea Olten-Lucerna all'altezza della località Fluhmühle.
Nel 1875 fu completato il tratto tra Langnau e Fluhmühle della ferrovia proveniente da Berna. Otto anni dopo fu inaugurata la Seetalbahn che collegava Emmenbrücke, sulla ferrovia Lucerna-Olten, a Lenzburg, sulla linea Zurigo-Olten.
Tra il 1886 e il 1889 Lucerna fu collegata anche da altre due ferrovie: la prima proveniente da Kriens gestita dalla KLB, una società ad hoc, e l'altra proveniente da Brienz della Brünigbahn. Entrambe inizialmente avevano due capolinea separati: la prima nei pressi di Pilatusstrasse, la seconda a sud della stazione della SCB.
La progettazione della ferrovia del Gottardo stravolse l'area della stazione che fu razionalizzata. La Gotthardbahn avrebbe costruito una ferrovia proveniente da Immensee che avrebbe attraversato la riva settentrionale del lago dei Quattro cantoni, pertanto chiese all'amministrazione comunale di Lucerna di costruire un nuovo scalo a Verkehrshaus, nei pressi dell'attuale museo svizzero dei trasporti. Tuttavia l'amministrazione cittadina chiese di mantenere uno scalo unico per le ferrovie a scartamento ordinario e la Gotthardbahn progettò un ponte in ferro che avrebbe scavalcato il lago e collegato Meggen alla stazione della SCB, che sarebbe divenuta passante. L'idea fu respinta in quanto avrebbe rovinato il paesaggio del lago per cui si optò per una soluzione più radicale: la ferrovia della Gotthardbahn si sarebbe innestata alle altre linee all'altezza di Gütsch e l'impresa ferroviaria si impegnò a costruire una linea a doppio binario tra questa località e la stazione. Il nuovo tronco di linea sostituì quello vecchio, a binario semplice, con due tunnel: uno sostituì il precedente tunnel del Gütsch, mentre l'altro consentì di aggirare a meridione il quartiere di Neustadt. In questo modo, si eliminarono sia tutti i passaggi a livello presenti sul vecchio tracciato sia il transito dei treni presso Pilatusstrasse.

Il fabbricato viaggiatori del 1896

La nuova stazione fu progettata da Hans Wilhelm Auer e fu inaugurata nel 1896. L'orientamento divenne nord-sud, eliminando la stazione autonoma del Brünig in quanto il capolinea della ferrovia a scartamento ridotto fu spostato al nuovo scalo. L'intera struttura in pietra e muratura fu sovrastata da una cupola, alta 40 m. Nel 1907, sul portale d'ingresso fu innalzata una statua in bronzo  ad opera dello scultore Richard Kissling: la figura centrale intende rappresentare Louis Favre, progettista della ferrovia del Gottardo, mentre quelle ai lati rappresentano gli operai che contribuirono a costruire la strada ferrata.
Nel 1897, la KLB e la Brünigbahn collaborarono per costruire una nuova tratta ferroviaria a doppio scartamento e quattro rotaie che collegò Eichwald, sulla linea per Kriens, alla stazione di Lucerna, unificando tutte le ferrovie presso un unico impianto. Nel 1900, terminò il servizio passeggeri sulla KLB, nel frattempo assorbita in parte dalla rete tranviaria urbana di Lucerna, per cui rimase solo il servizio di trasporto merci che fu soppresso nel 2009.
Nel 1902, le FFS assunsero la gestione della ferrovie della SCB, della NOB e la linea Berna-Langnau-Lucerna, che nel frattempo era stata rilevata dalla Compagnia del Giura-Sempione. Sette anni dopo, anche le ferrovie della Gotthardbahn passarono alle FFS.
Nel 1922, le FFS assunsero la gestione della Seetalbahn. Iniziò anche l'elettrificazione delle ferrovie provenienti da Immensee e da Zug.
Al mattino del 5 febbraio 1971 un incendio divampò su gran parte del fabbricato viaggiatori di Auer distruggendo la cupola. Furono costruite delle strutture provvisorie e una commissione, composta dalle FFS, le Poste, l'amministrazione cittadina e quella cantonale, fu incaricata di riprogettare la nuova stazione. Le FFS intendevano approfittare della situazione per adeguare le strutture alle normative internazionali, mentre le amministrazioni pubbliche chiesero che si mantenesse il portale originario. Il progetto fu assegnato allo studio di architettura "Aumann und Baumann" presso il quale lavorava l'architetto Santiago Calatrava.

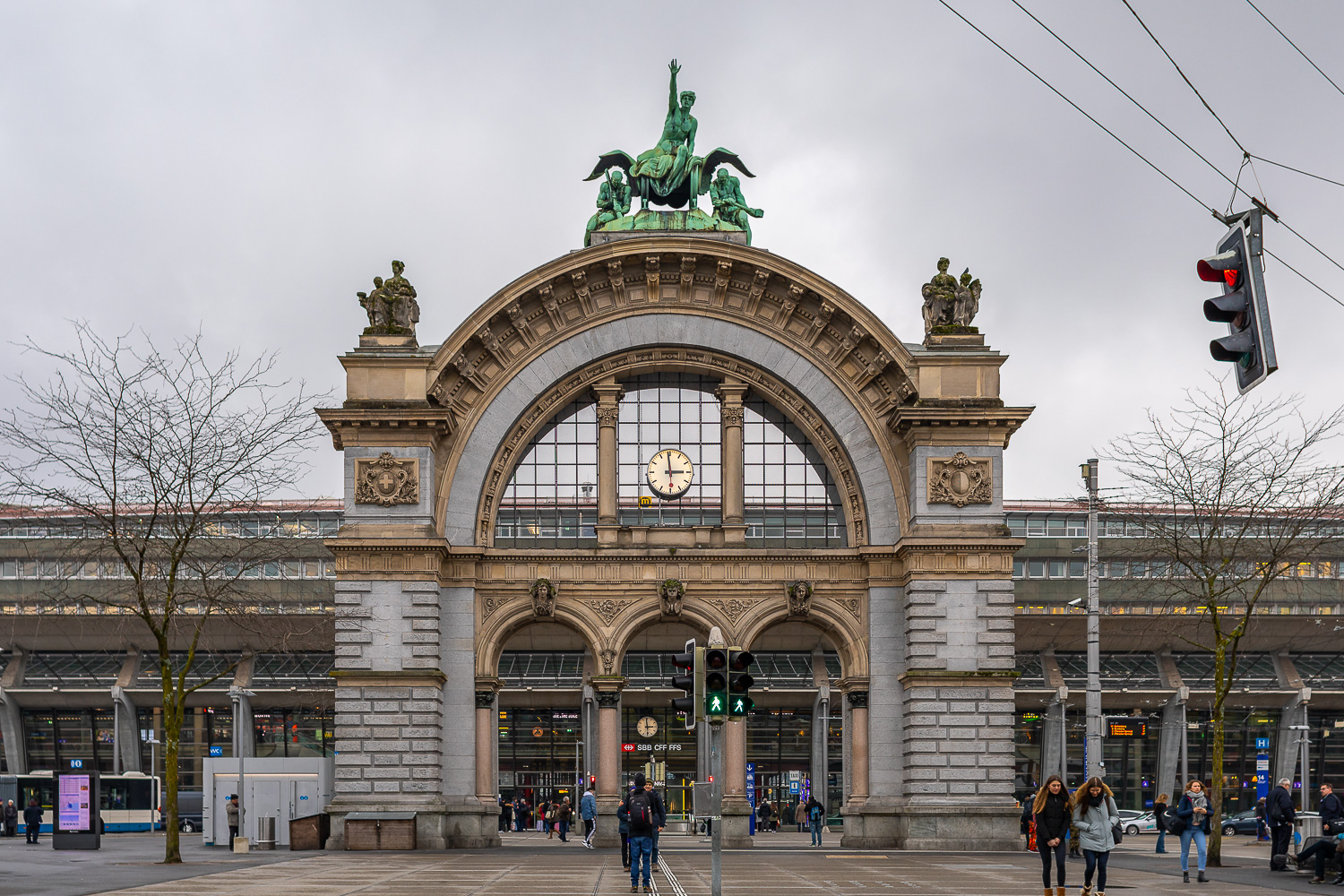
Il portale d'ingresso della struttura originaria nel 2019

L'edificio fu ricostruito con linee semplici e moderne, mentre la sua altezza fu limitata, rispettando quelle delle costruzioni circostanti. Il fronte d'ingresso fu arretrato rispetto a quello originale e nel piazzale antistante fu mantenuto il portale con la statua di Kissling. Si decise di spostare a sudest il deposito della ferrovia del Brünig i cui lavori di costruzione iniziarono nel 1980. Nel 1985 iniziarono i lavori di costruzione del nuovo fabbricato viaggiatori, mentre nello stesso anno risulta aperto il nuovo edificio delle Poste. Tre anni dopo entrarono in funzione i nuovi apparati centrali.
La nuova struttura fu inaugurata solennemente il 5 febbraio 1991 alle 9,03: esattamente vent'anni prima del crollo della cupola.
Dieci anni dopo, le Poste trasferirono la propria sede e il centro smistamento a Kriens. L'edificio fu acquistato dall'amministrazione cantonale e nel 2011 divenne sede dell'Università di Lucerna e della Pädagogische Hochschule Zentralschweiz (PHZ), poi Pädagogische Hochschule Luzern.
Nel novembre 2012 fu aperto il nuovo tratto sotterraneo urbano della ferrovia del Brünig.
La stazione fu chiusa fra il 17 e il 18 novembre 2018 per la sostituzione di alcuni scambi a seguito di alcuni incidenti accaduti nell'anno precedente, tra cui anche il deragliamento dell'Eurocity 158 di Trenitalia avvenuto il 22 marzo 2017. Il deragliamento fermò anche il servizio sulla linea a scartamento ridotto del Brünig, perché la rete della ZB condivideva l'alimentazione della sua linea di contatto aerea con la rete elettrica delle FFS. Di conseguenza, si decise di separare le due reti di alimentazione e i lavori furono completati nel novembre 2020.

## Strutture ed impianti

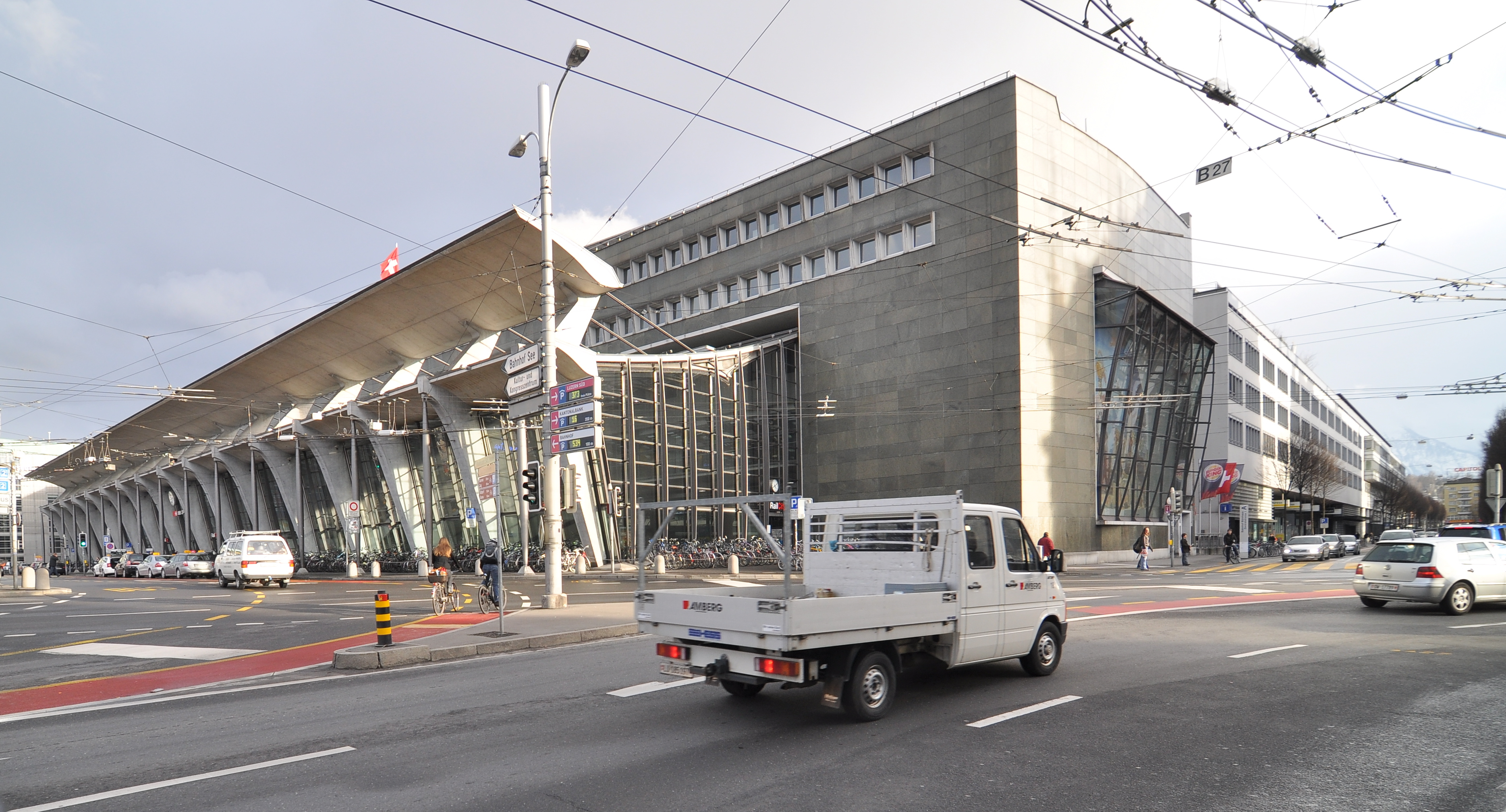
Il nuovo edificio

Il fabbricato viaggiatori è una costruzione a tre livelli di cui due fuori terra e uno interrato. Il piano binari è posto al pianterreno, mentre al primo piano è posizionata l'area ristorazione. Il piano interrato è riservato al centro commerciale e consente anche di collegare il piazzale binari agli stalli di sosta della rete autofiloviaria di Lucerna e delle autolinee extraurbane senza costringere i viaggiatori ad attraversare a raso la Bahnhofplatz.
L'edificio fu progettato dallo studio "Aumann und Baumann" e l'atrio fu idea di Santiago Calatrava. La facciata, orientata a nord, è in vetrocemento, così come il tetto, in modo da permettere l'illuminazione naturale del piazzale binari.
Il piazzale è composto da sedici binari di cui quattordici dotati di banchina e quindi utilizzati per il servizio viaggiatori. Il primo e il secondo binario si trovano presso l'ala ovest, mentre il quindicesimo e il sedicesimo si trovano su quella est; gli altri dodici sono allineati al fronte d'ingresso del fabbricato viaggiatori. Le banchine dei binari sono collegate tra loro anche da un sottopassaggio che unisce Habsburgerstrasse all'ex stazione di smistamento postale.
Data la compresenza di linee a scartamento ordinario e ridotto, i binari 13÷16 sono a scartamento metrico, mentre il fascio 10÷12 è caratterizzato da binari a doppio scartamento a tre rotaie.
Annessi alla stazione ci sono i due depositi locomotive: a sudest quello della ZB, composto da venticinque binari a scartamento metrico, mentre a sud è presente quello delle FFS, anch'esso composto da dodici binari, di cui sei coperti, da una piattaforma girevole e da un impianto di lavaggio del materiale rotabile.
Nell'area di Rösslimatt, negli anni Ottanta, è stata costruito un fascio di quattordici binari, a scartamento ordinario, a servizio del raccordo fra la stazione e l'imbarcardero di Alpenquai.

## Movimento
La stazione di Lucerna è il cuore della rete celere cittadina in quanto è capolinea della maggior parte delle linee suburbane, comprendenti sia le linee a scartamento ordinario delle FFS sia quelle della ZB. Alcune linee sono esercite dalla BLS e dalla Schweizerische Südostbahn (SOB).
L'impianto è altresì servito da diverse linee a lunga percorrenza come gli InterRegio e gli Intercity delle FFS e della SOB e gli Eurocity espletati dalle FFS in collaborazione con Trenitalia e la Deutsche Bahn (DB). La stazione permette di collegare Lucerna a Basilea, Francoforte sul Meno, Ginevra, Milano, Locarno, Lugano, San Gallo e Zurigo.
La circolazione sul fascio dei binari a scartamento ordinario è regolata in telecomando dalla stazione di Olten.

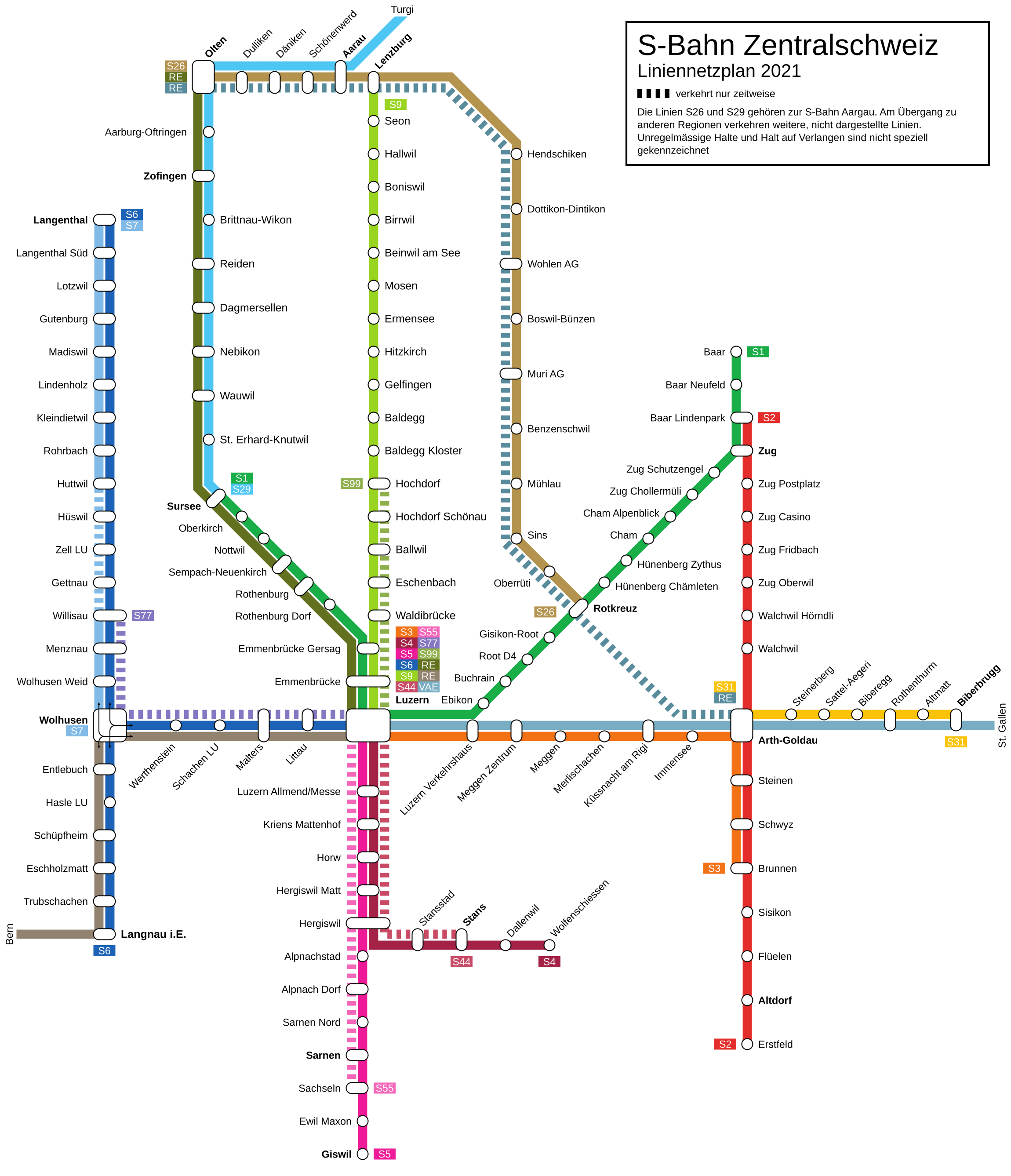
La rete celere di Lucerna nel 2021
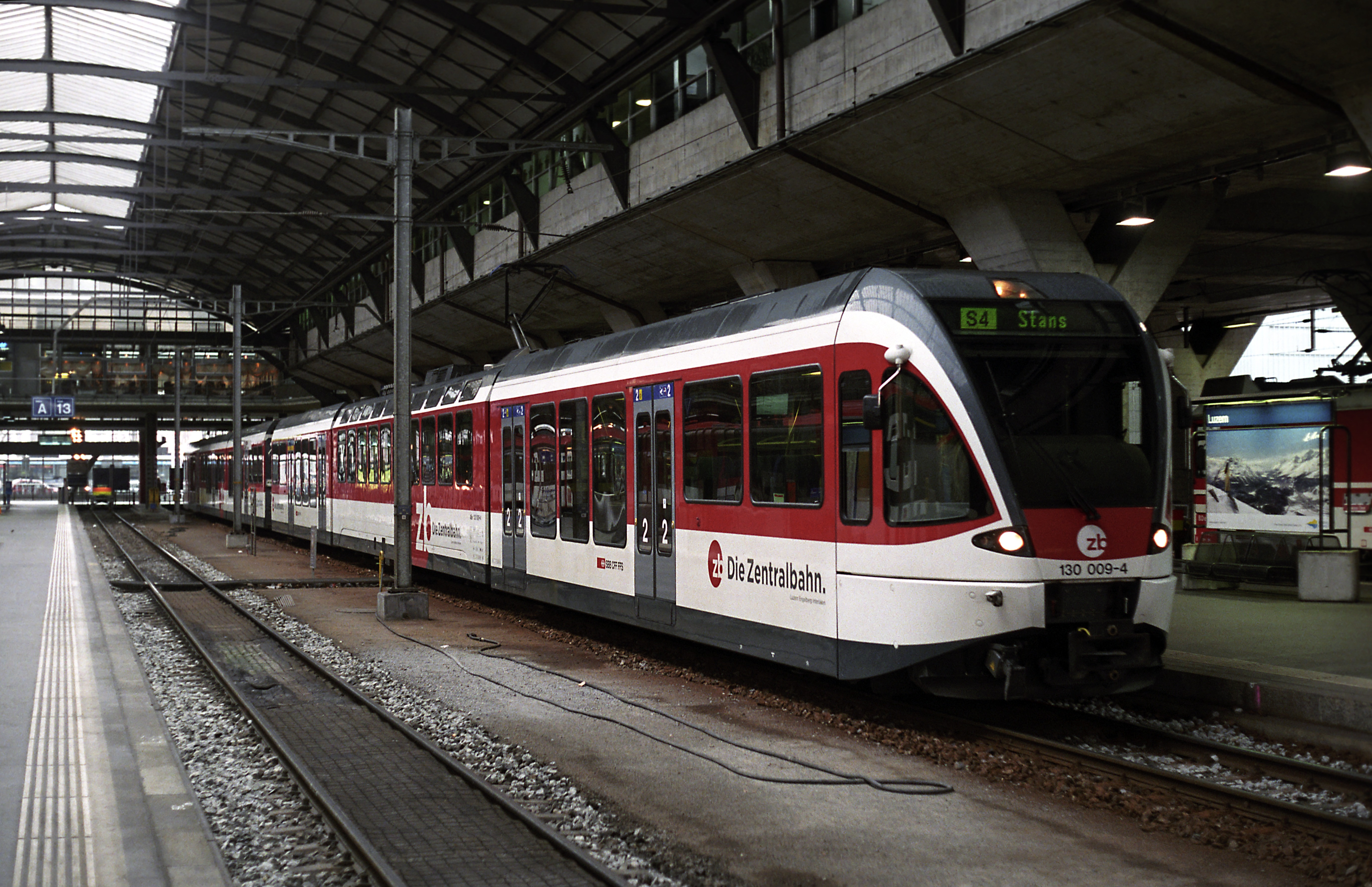
Un ABe 130 della ZB in servizio sulla S4
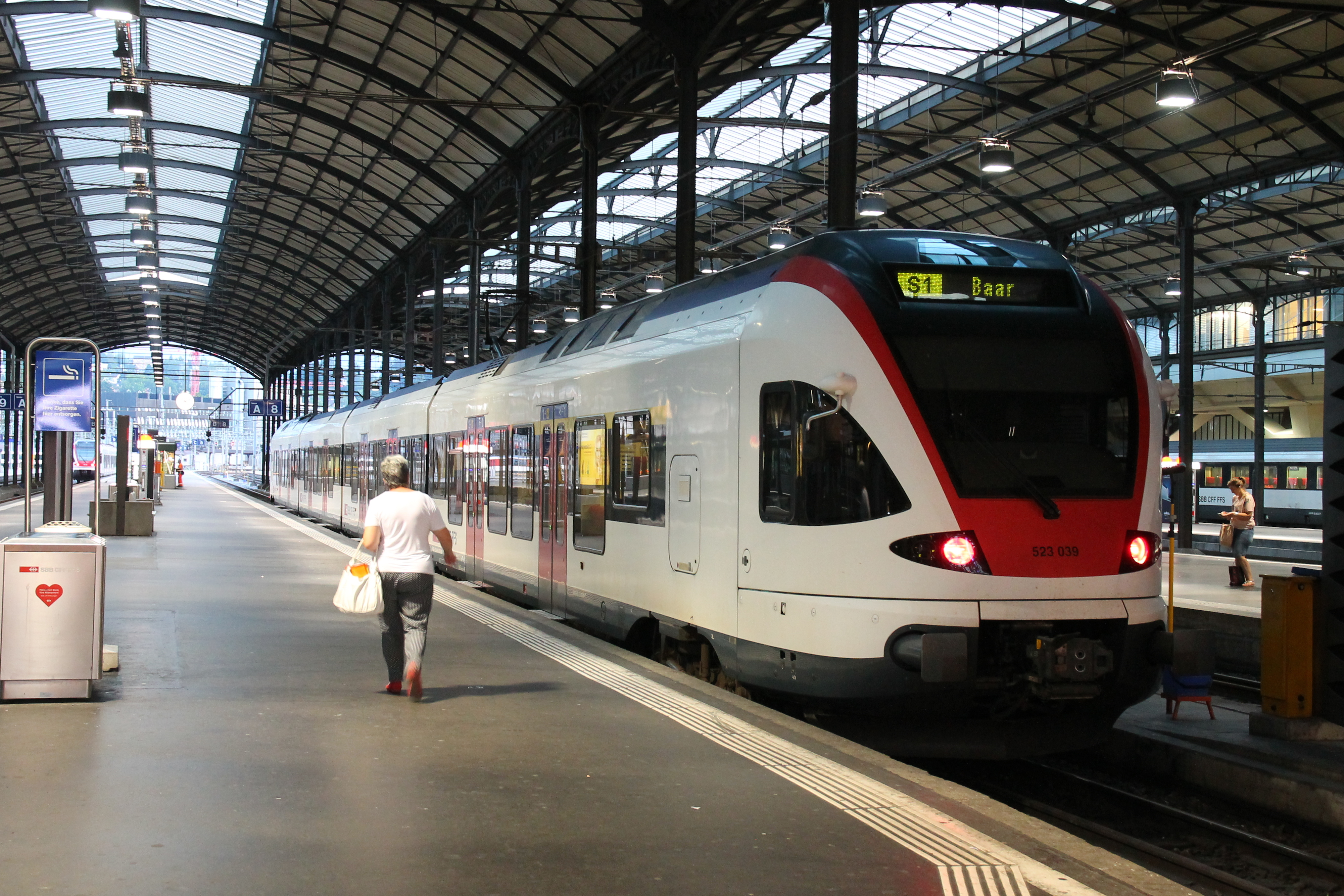
Un RABe 523 delle FFS in sosta all'ottavo binario
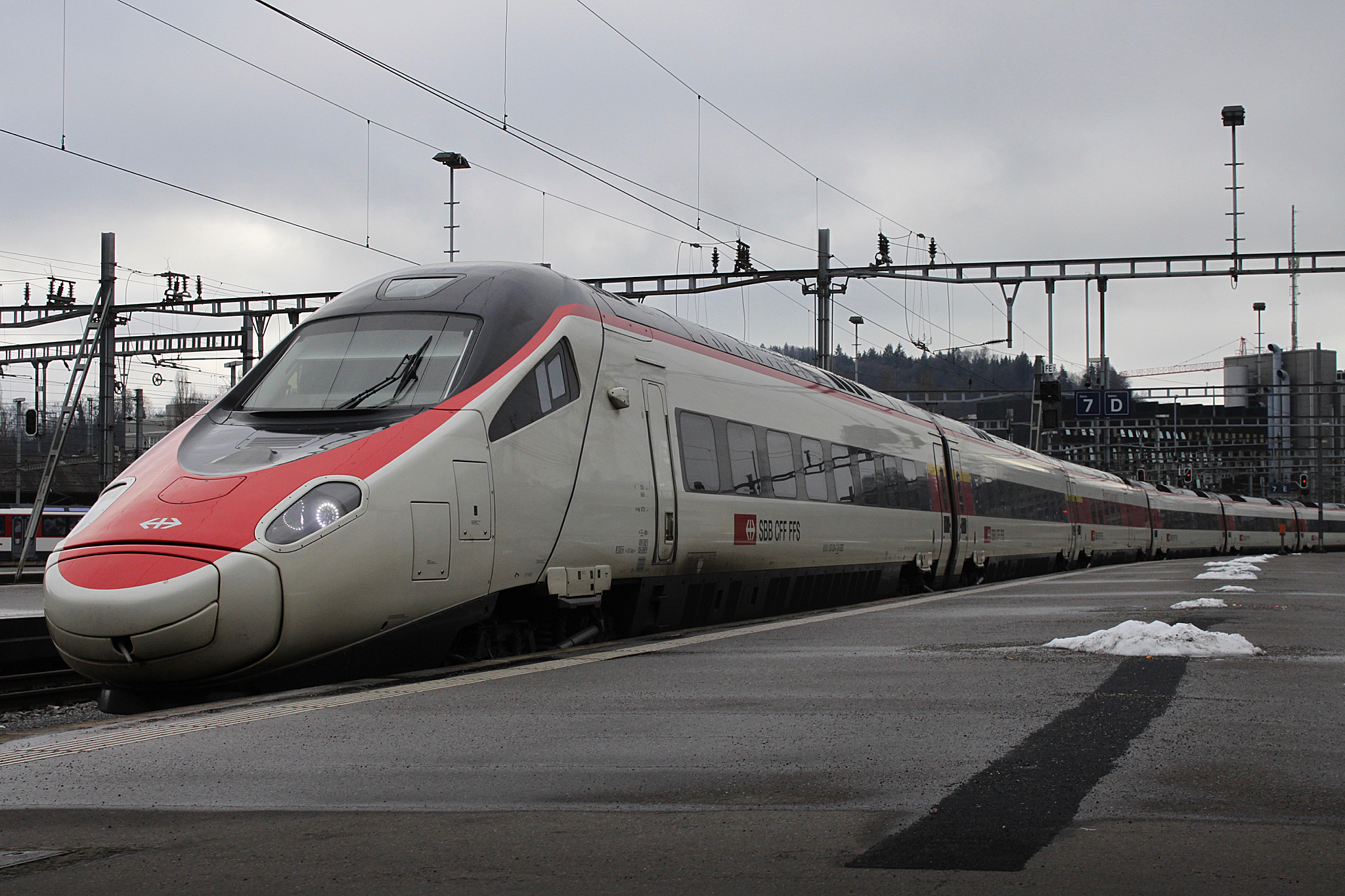
L'Eurocity 151 Francoforte sul Meno Centrale-Milano Centrale, espletato da un RABe 503, in arrivo alla stazione

## Servizi
- Biglietteria a sportello
- Biglietteria automatica
- Sala d'attesa
- Deposito bagagli automatico
- Ufficio oggetti smarriti
- Servizi igienici

- Posto di polizia ferroviaria
- Ufficio informazioni turistiche
- Ristoranti
- Supermercati
- Negozi

## Interscambi

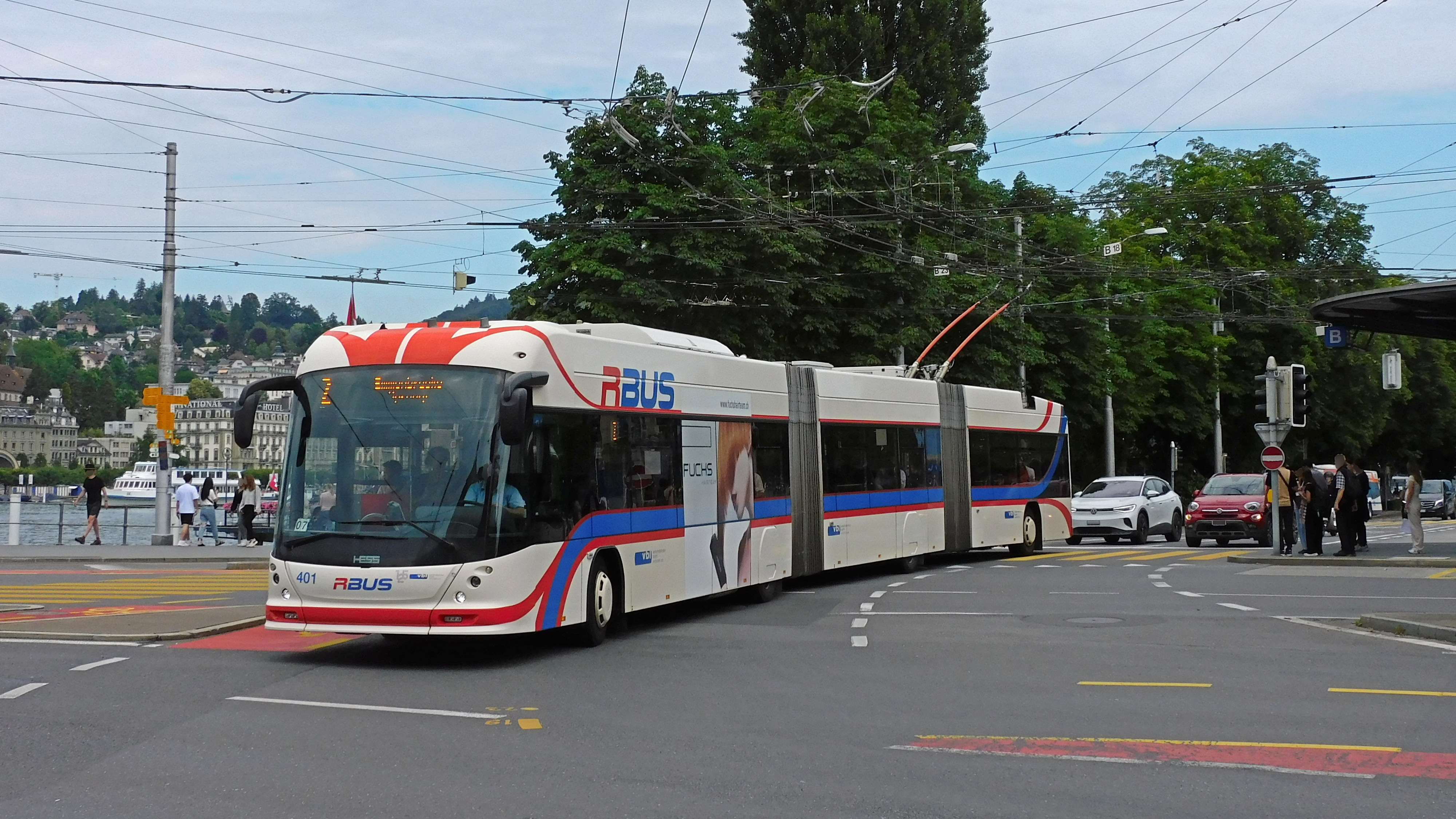
Un Hess Lightram della VBL in uscita da Bahnhofplatz mentre effettua servizio sulla filovia 2

Nel piazzale antistante alla stazione sono presenti gli stalli per la sosta delle autofilovie urbane della rete di Lucerna, gestite dalla Verkehrsbetriebe Luzern (VBL), e quelli per la rete delle autolinee extraurbane, gestite dall'AutoPostale Svizzera.
La vicinanza con il lago dei Quattro Cantoni consente l'interscambio anche con le linee di traghetti della Schifffahrtsgesellschaft des Vierwaldstättersees (SGV).
- Fermata filobus (Luzern Bahnhof, linee 1/2/4/6/7/8)
- Fermata vaporetto (Bahnhofquai, linee 1/2/4/5/6)
- Autobus urbani ed extraurbani
- Postazione taxi